# René Laënnec
René Théophile Hyacinthe Laënnec (Quimper, Bretaña, Francia; 17 de febrero de 1781-Douarnenez, Francia; 13 de agosto de 1826) fue un médico francés, inventor del estetoscopio. En 1816, debido al pudor que el médico sentía al acercar su oído al pecho de las pacientes y también a la dificultad para percibir ruidos en pacientes con sobrepeso, creó un cilindro de 30 cm de largo, origen del instrumento.

## Primeros años
Laennec nació en Quimper (Bretaña). Su madre murió de tuberculosis cuando él tenía cinco años y se fue a vivir con su tío abuelo el Abbé Laennec (un sacerdote). Cuando era niño, Laennec se enfermó de lasitud y repetidos casos de pirexia. También se pensaba que Laennec tenía asma. A los doce años se trasladó a Nantes, donde su tío, Guillaime-François Laennec, trabajaba en la facultad de medicina de la Universidad de Nantes. Su padre (un abogado) luego lo desanimó de continuar como médico y René luego tuvo un período de tiempo en el que dio largas caminatas por el campo, bailó, estudió griego y escribió poesía. Sin embargo, en 1799 volvió a estudiar. Laennec estudió medicina en la Universidad de París con varios médicos famosos, incluidos Guillaume Dupuytren y Jean-Nicolas Corvisart. Allí fue entrenado para usar el sonido como ayuda de diagnóstico. Corvisart abogó por la reintroducción de la percusión durante la Revolución Francesa.

## Carrera médica y contribuciones
En 1816 Laënnec fue nombrado médico jefe del hospital Necker. Fue profesor de medicina en el Colegio de Francia entre 1822 y 1826, sucediendo a Jean-Nicolas Corvisart, un famoso cardiólogo y médico particular de Napoleón Bonaparte.
Tres son las principales contribuciones de Laënnec a la medicina:
- La invención del estetoscopio (o fonendoscopio) y la descripción de su uso para diagnóstico.[3][4]
- La delimitación de cuadros semiológicos de enfermedades cardíacas y pulmonares, para realizar el diagnóstico de dichas enfermedades a partir de los síntomas.
- La descripción de numerosas lesiones anátomo-patológicas.

En aquella época, se practicaba la auscultación inmediata apoyando el oído directamente al pecho. Con frecuencia, el médico interponía un pañuelo de seda para evitar el contacto directo con el paciente. El procedimiento tenía varios inconvenientes, entre ellos, la dificultad para percibir ruidos en pacientes obesos, y el atropello al recato de mujeres. Se cuenta que Laënnec se inspiró en unos niños que jugaban con una rama de árbol, al ver que uno de ellos rascaba la madera mientras otro aplicaba el oído para oír el sonido amplificado.
En 1819, apareció su obra de dos voluminosos tomos "De l'auscultation médiate ou traité de diagnostic des maladies des poumons et du coeur fondé principalement sur ce nouveau moyen d'exploration" ("De la auscultación mediada o tratado sobre diagnóstico de enfermedades de los pulmones y el corazón basado principalmente a partir de este nuevo medio de exploración"). Había estado delimitando los cuadros semiológicos de múltiples enfermedades con minuciosidad, anotando los sonidos escuchados mediante su estetoscopio y relacionándolos con los resultados de autopsias para los pacientes que habían fallecido.
Son numerosas las lesiones que caracterizó en sus excelentes descripciones, entre ellas: bronquiectasias, enfisema pulmonar, edema e infarto pulmonares, neumonía lobar, gangrena pulmonar, neumotórax, pleuresía, tuberculosis pulmonar y el compromiso tuberculoso de otros órganos, entre ellos de las meninges. Se adelantó en más de medio siglo en reconocer que los tubérculos y el exudado gelatinoso y caseoso correspondían a la misma enfermedad y no a dos distintas como se creía entonces. Se había dado cuenta, sin usar el microscopio, que una forma podía transformarse en otra. La creencia dualista, apoyada por Rudolf Virchow, iba a persistir hasta el descubrimiento en 1882 del bacilo de la tuberculosis por Robert Koch .
El nombre de Laënnec está asociado a una forma de cirrosis hepática (cirrosis hepática de Laennec o cirrosis alcohólica). Curiosamente esto no se debe a que haya hecho un aporte sobre el tema, sino simplemente a una nota a pie de página proponiendo el nombre cirrosis (del griego kirrós, "amarillo") para el hígado granular, indurado y amarillento encontrado en la autopsia de un caso de enfisema pulmonar.
En 1826, el año de su muerte, apareció la segunda edición de su obra con el simple título de Traité d'auscultation mediate (Tratado de auscultación mediata). En ella, cuenta cómo ocurrió el accidente del contagio tuberculoso: veinte años atrás, examinando unas vértebras tuberculosas, la sierra le había erosionado el índice de la mano izquierda. Refiere con detalle cómo se desarrolló la lesión que apareció tras el accidente y cómo se la trató.

## Algunas publicaciones

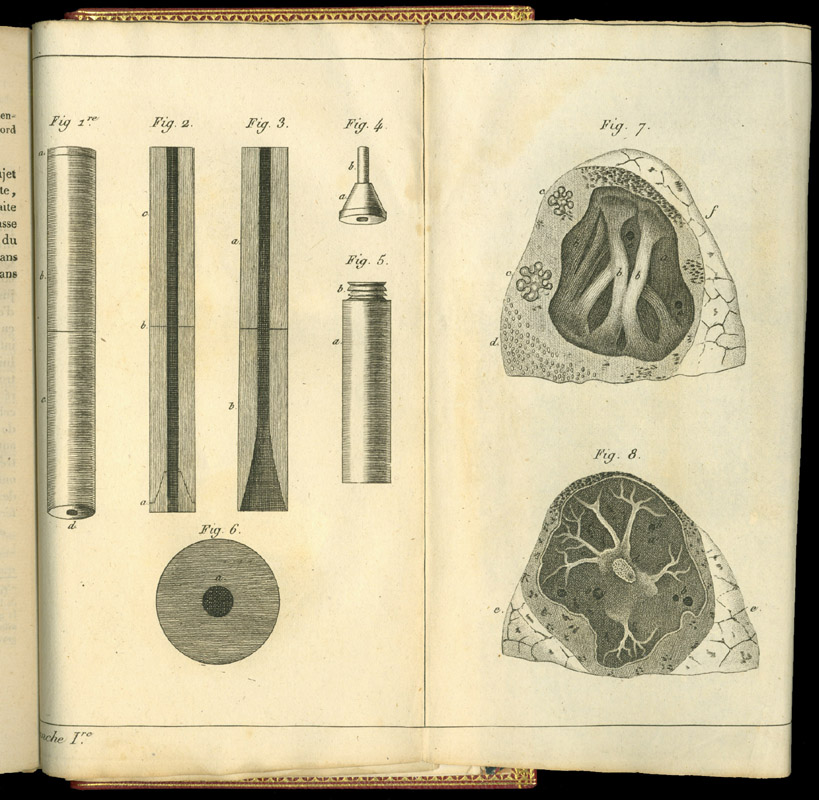
De l’auscultation médiate…. Stéthoscope, poumons

- Propositions sur la doctrine d'Hippocrate, relativement à la médecine pratique, présentées et soutenues à l'École de médecine de Paris, le 22 prairial an XII (tesis de medicina, 1804)
- De l'Auscultation médiate, ou Traité du diagnostic des maladies des poumons et du cœur, fondé principalement sur ce nouveau moyen d'exploration 2 v. 1819) v. 1 2
- Traité inédit sur l'anatomie pathologique, ou Exposition des altérations visibles qu'éprouve le corps humain dans l'état de maladie (1884)
- La Guerre des Vénètes : poème épique héroï-comique (1931)

## Literatura
- Emmanuel Lallour. Laënnec, notice historique. A. de Kerangal, Quimper 1868.
- Ariel Roguin. Rene Theophile Hyacinthe Laënnec (1781–1826): The Man Behind the Stethoscope. In: Clinical Medicine & Research. v. 4, N.º 3, septiembre de 2006, ISSN 1539-4182 p. 230–235, PMID 17048358, doi 10.3121/cmr.4.3.230.
- John R. Scherer. Before cardiac MRI: Rene Laennec (1781–1826) and the invention of the stethoscope. In: Cardiology Journal. v. 14, N.º 5, 2007, ISSN 1897-5593 p. 518–519, PMID 18651515.